# Trichosia latissima
Trichosia latissima är en tvåvingeart som beskrevs av Yang, Zhang och Yang 1995. Trichosia latissima ingår i släktet Trichosia och familjen sorgmyggor.
Artens utbredningsområde är Zhejiang (Kina). Inga underarter finns listade i Catalogue of Life.